# Tanumskusten II

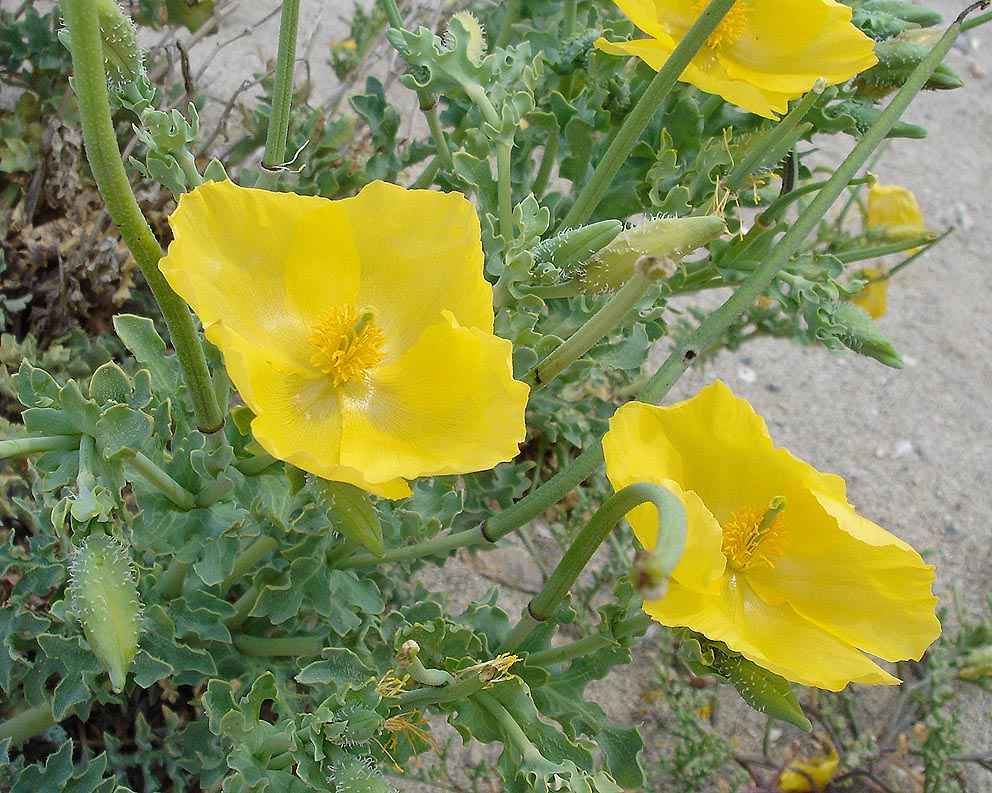
Strandvallmo

Tanumskusten II är en del av Tanumskustens naturvårdsområde i Tanums socken i Tanums kommun i Bohuslän.
Området är skyddat sedan 1990 och omfattar 3 097 hektar. Det är beläget väster om Grebbestad och kring Havstensundshalvön och Raftötången.
Det består av ett större havsområde med öar, klippor och skär inkluderande omgivande kustnära områden.
Området ingår i EU:s ekologiska nätverk av skyddade områden, Natura 2000. Det förvaltas av Västkuststiftelsen.